# Tatuaggio di Michael Scofield
Il tatuaggio del protagonista di Prison Break, Michael Scofield, ha un'importanza prominente nello svolgersi della trama durante le prime due stagioni della serie. Michael (interpretato da Wentworth Miller) crea un elaborato piano di fuga dal penitenziario di Fox River per poter salvare suo fratello Lincoln Burrows (Dominic Purcell) dalla sedia elettrica. Per poter ricordare tutti i dati e i dettagli utili al piano, Michael crea un tatuaggio che nasconde la planimetria del carcere e altre informazioni utili al piano. Durante la produzione, ci sono volute tra le quattro e le cinque ore per applicare il tatuaggio sul corpo dell'attore.

Il tatuaggio di Michael Scofield

Nella quinta stagione di Prison Break Michael possiede sulle mani e sui polsi dei nuovi tatuaggi, che non hanno nessun collegamento con il tatuaggio delle prime due stagioni, e serviranno per altri scopi.

## I disegni
In totale, il protagonista crea 24 disegni degli elementi più importanti per il suo piano di evasione che vanno a formare un unico tatuaggio che ricopre tutta la parte superiore del suo corpo. Le bozze dei 24 disegni verranno trovate, nella seconda stagione della serie, sul suo hard disk, recuperato dall'Agente Alexander Mahone (William Fichtner).
Nell'episodio Amore fraterno, viene rivelata la genesi dell'idea: impossibilitato a mandare a memoria l'intera pianta delle condutture del carcere, Michael trova ispirazione casualmente, osservando le braccia interamente tatuate di una fattorina della pizza a domicilio. La cronologia dei tatuaggi (e del piano di fuga) è ordinata secondo l'alfabeto greco, da Alpha a Omega.

### Prima stagione
I tatuaggi aiutano Michael a ricordare le varie parti del piano. I tatuaggi mostrati nella prima stagione gli permettono di costruire una via di fuga dalla sua cella alla stanza delle guardie fino all'infermeria, l'edificio più vicino alle mura di cinta della prigione.
Durante la prima stagione, vengono mostrati particolari tatuaggi che risultano importanti per l'evolversi della storia. Questi includono:
- Allen Schweitzer 11121147[3]

Allen è il tipo di chiave esagonale di cui Michael ha bisogno per svitare il bullone dal lavandino Schweitzer per creare un buco nel muro da cui partirà la sua fuga. Per creare la chiave, ruba una grossa vite - n. di serie 11121147 - da una panchina del cortile del carcere, che poi limerà sul pavimento della cella fino a farla diventare della stessa grandezza del puntino sulla "i" della parola Schweitzer del suo tatuaggio.
- Cell Test[4]

Prima di svitare il lavandino della cella e creare il buco, Michael deve testare l'affidabilità del suo compagno di cella, Fernando Sucre. Il test consiste nel mostrargli un telefono cellulare (che si rivelerà essere una saponetta) e vedere se il suo compagno rivela alle guardie il segreto.
- Cute Poison[5]

Le parole "Cute Poison" sono il metodo con cui Michael Scofield codifica nel tatuaggio i componenti di un'equazione chimica utili al piano: Cu (rame metallico), PO (gruppo fosfato), SO (gruppo solfato). Questa reazione chimica vede reagire acido ortofosforico con solfato di rame, per produrre ortofosfato di rame e acido solforico, il quale andrà a corrodere le tubature di ferro sotto un tombino nell'infermeria - 3Cu2SO4(aq) + 2H3PO4(aq) + 6H2O(l) ↔ 2Cu3PO4(aq) + 3H2SO4(aq) • 2H2O(l) - e ciò permetterà ai fuggitivi di arrivare alla finestra che dà sul muro di cinta della prigione.
- English, Fitz o Percy[6]

Prima della fuga, Michael deve capire quale strada prendere tra English, Fitz o Percy, una volta fuori dalla prigione. Così fa scattare l'allarme di tentata fuga e si reca sul tetto del penitenziario. In questo modo può constatare che l'unica via d'uscita, cioè quella che in caso di evasione non viene occupata dalla polizia, è Fitz.
- Immagine del demone[7]

Michael ricalca il viso di un demone dal suo braccio per poi proiettarlo su un muro al di là della sua cella. Seguendo la Legge di Hooke, Michael fa dei fori con uno sbattiuova su 9 punti del muro - corrispondenti alle corna, agli occhi, alla barba e ai denti del demone - per poterlo buttare giù.
- Immagine con carte da gioco e i numeri 1 312 909 3529[8]

È il numero di telefono utilizzato da Michael per incastrare il boss Philly Falzone e permettere a John Abruzzi di recuperare la propria leadership nelle P.I.
- Immagine della bara con una croce[9]

Sotto questo disegno, tatuato sul braccio sinistro, Michael ha nascosto una pillola nera. La nasconde in un crocifisso datogli da Sucre che fa portare a Lincoln dal prete. Oltre alla pillola, Lincoln troverà nel crocifisso un bigliettino su cui Michael ha scritto "Eat 8:10" (Mangia alle 8:10), cioè 50 minuti prima della fuga. La pillola causerà in Lincoln un avvelenamento lieve e sarà automaticamente trasportato in infermeria.

### Seconda stagione
Durante questa stagione, il tatuaggio viene mostrato meno. Diventa comunque una sorta di ossessione per l'Agente dell'FBI, Alexander Mahone, incaricato di rintracciare (ed eliminare) gli otto fuggitivi di Fox River. I tatuaggi mostrati nella seconda stagione indicano il piano di sparizione dagli Usa e i modi per raggiungere Panamá.
- Ripe Chance Woods[10]

In realtà la trascrizione giusta del tatuaggio è "R.I.P. E. Chance Woods". Si riferisce al piano B che Michael avrebbe messo in atto se il piano originale, che includeva l'aereo di Abruzzi, fosse fallito. Nella tomba di E. Chance Woods, a Oswego, Illinois, Michael ha sotterrato vestiti, le chiavi di un'auto e dei passaporti falsi. Questo è il primo tatuaggio che Mahone riesce a decifrare.
- Immagine di codice a barre con i numeri 38 12 1037[11]

Lo scopo di Michael è di ingannare le autorità facendo credere loro che Lincoln è morto. Dopo aver lasciato acceso intenzionalmente il cellulare per farsi rintracciare dall'FBI, Michael percorre la Route 38 e si ferma al 12º miglio. Quindi sintonizza la radio sulla frequenza 103.7, che fa partire il timer di una bomba nascosta nella loro auto. Prima che la bomba scoppi, i due fratelli nascondono all'interno dei resti animali e spingono l'auto giù da un ponte.
- Immagine di un fiore[12]

Per riuscire ad avere le coordinate per prendere l'aereo per il Messico, Michael deve consegnare al “coyote” una scatola con della nitroglicerina come compenso. La scatola è stata nascosta ai giardini botanici di Blandings prima della sua incarcerazione. Il fiore sul tatuaggio rappresenta una zona dei giardini, l'Apache Desert Ghost, dove si trova la nitroglicerina.
- BOLSHOI BOOZE[13]

La parola Bolshoi Booze, letta sottosopra, è in realtà composta da numeri che permettono di localizzare, tramite GPS, la linea di confine tra Texas e New Mexico dove Michael ha appuntamento con il “coyote”.
- Immagine di Cristo in una rosa e i numeri 617 sul gambo[14]

Questo tatuaggio serve a Michael come promemoria. Indica che la sua barca è ormeggiata a Panamá. Il nome della barca è Christina Rose (il nome di sua madre). Da qui la figura: "Christ-in-a Rose". Il numero 617 è la combinazione per sbloccare il lucchetto usato per custodire la barca.

### Terza stagione
Nella terza stagione - ambientata nel penitenziario di Sona, a Panama - non vi è nessun collegamento con il piano di evasione delle prime due stagioni della serie e - di conseguenza - con il tatuaggio.
Durante l'intera stagione Michael indossa abiti con le maniche lunghe che coprono interamente il disegno, che viene mostrato - simbolicamente - solo in un paio di scene.

### Quarta stagione
La prima puntata della quarta stagione è l'ultima in cui si possono vedere (in una breve inquadratura) i tatuaggi di Michael: al termine della medesima, infatti, prima di accettare la missione affidatagli da Don Self il protagonista chiede e ottiene che gli vengano rimossi chirurgicamente.

### Quinta stagione
Nella quinta stagione Michael ha sulle mani e sui polsi dei nuovi tatuaggi. Questi sono stati applicati sulle sue mani da Sid al-Tunis, uno dei compagni di cella di Michael nel penitenziario di Ogygia. Questi tatuaggi non rappresentano più una mappa come quelli vecchi, bensì hanno un altro significato. Sui palmi sono raffigurati due occhi, e vicino ad essi ci sono alcuni simboli che rappresentano frasi scritte in codice. Sulla parte superiore delle mani, invece, ci sono varie linee e punti, che se si congiungono le mani l'una vicina all'altra con i palmi rivolti verso l'interno, riproducono fedelmente i tratti del volto di Poseidone. Questo servirà a Michael per poter accedere all'ufficio di Jacob Ness, protetto da un software di riconoscimento facciale, e per poter piazzare delle prove che lo incastrino.

## Creazione e applicazione
Disegnato da Tom Berg e realizzato dalla Tinsley Transfers, il tatuaggio delle prime stagioni viene mostrato soprattutto nella prima stagione. La parte tatuata sul torace di Michael contiene la planimetria dei sottopassaggi della prigione, mentre sulla schiena c'è invece la vista dall'alto della zona. Sebbene consapevole che sarebbero stati usati degli effetti visivi per mostrare la mappa nella serie, Berg ha comunque disegnato i contorni e le linee per rendere tutto l'insieme più vicino ad una mappa anche ad occhio nudo.
Tutto il tatuaggio è fatto di varie parti che vengono applicate sul corpo dell'attore separatamente fino a formare il disegno unico. Una volta pulita la pelle con dell'alcool, vengono apposte delle decalcomanie. Queste vengono poi fermate sul corpo con una colla speciale e vengono disegnate a mano le parti mancanti. In totale l'operazione richiede dalle quattro alle cinque ore, senza considerare il tempo per rimuovere poi il tatuaggio (circa 45 minuti). Quando il tatuaggio non viene mostrato, l'attore indossa solitamente magliette con maniche lunghe. In quel caso, vengono apposte solo le parti utili per la storia o le parti che rischiano di essere mostrate (come i polsi).